# División de Honor de rugby 2024-25
La División de Honor de rugby 2024-25 fue la 58.ª temporada de la División de Honor, la máxima categoría del rugby español. El torneo es organizado por la Real Federación Española de Rugby, al igual que la segunda categoría. 
Para esta temporada, la primera jornada se organizó para el 6 de octubre, mientras que la última fecha de la categoría será el día 1 de junio de 2025 según el calendario oficial.

## Sistema de competición
La División de Honor sera disputada por 12 equipos. Habrá una primera fase de liga regular de 11 partidos en 11 jornadas en la que jugarán todos contra todos a una vuelta, determinándose los emparejamientos por sorteo.
Finalizada dicha primera vuelta de liga regular se disputará la segunda fase. Se constituirán dos grupos de 6 equipos, del 1º al 6º puesto conformarán el grupo A mientras que del 7º al 12º puesto conformarán el grupo B. Disputarán una segunda fase de 5 jornadas también mediante sistema de liga regular (todos contra todos) a una vuelta. Todos los puntos cuentan en la clasificación (es decir, se arrastran y mantienen los puntos conseguidos en la primera fase).
Finalizada la liga regular el título se decidirá mediante sistema de “Play off” entre los 8 primeros clasificados de la liga regular (6 del Grupo A y el 1o y 2o del Grupo B tal como se ha indicado anteriormente), en tres jornadas.
En la primera jornada (cuartos de final) los emparejamientos serán: a) 1o Grupo A - 2o Grupo B (equivale al 8o general); b) 4o Grupo A - 5o Grupo A; c) 2o Grupo A - 1o Grupo B (equivale al 7o general) y d) 3o Grupo A - 6o Grupo A.
Los encuentros de la segunda jornada (Semifinales) serán entre los ganadores de los emparejamientos anteriores. Es decir: e) Vencedor a - Vencedor b y f) Vencedor c - Vencedor d. Las eliminatorias se jugarán a partido único en el campo del mejor clasificado al término de la segunda vuelta o fase de liga regular. 

### Ascensos y descensos
Descienden a División de Honor B para la temporada 2025/26 los dos últimos clasificados, tal como fue aprobado en la asamblea General de 4 de junio de 2024 con el fin de reducir el número de equipos a 11, por lo que no se disputa una promoción entre el penúltimo de División de Honor y el subcampeón de División de Honor B como en años anteriores.
Únicamente ascenderá a División de Honor la próxima temporada el campeón de la segunda categoría.

### Sistema de puntuación
- Cada victoria suma 4 puntos.
- Cada empate suma 2 puntos.
- Cuatro ensayos en un partido suma 1 punto de bonus.
- Perder por una diferencia de siete puntos o inferior suma 1 punto de bonus.

## Equipos participantes
| Equipo                        | Ciudad                    | Entrenador                                              | Capitán                                  | Estadio                       | Capacidad | Proovedor          |
| ----------------------------- | ------------------------- | ------------------------------------------------------- | ---------------------------------------- | ----------------------------- | --------- | ------------------ |
| Recoletas Burgos - Caja Rural | Burgos                    | Jose Ignacio García                                     | Pablo Rascón Johan Paul Wagenaar         | C. D. San Amaro               | 1000      | Erreà              |
| INEXO El Salvador             | Valladolid                | Álvaro Gorostiza                                        | Víctor Sánchez Borrego Facundo Munilla   | Campos de Pepe Rojo           | 5000      | Macron             |
| VRAC Quesos Entrepinares      | Valladolid                | Diego Merino Rodríguez                                  | Ilaitia Kalokalo Gavidi                  | Campos de Pepe Rojo           | 5000      | Industrias Mercury |
| C. R. Complutense Cisneros    | Madrid                    | Valentín Telleriarte                                    | Ike Irusta                               | Estadio Nacional Complutense  | 12 400    | Xenius             |
| Pozuelo Rugby Unión           | Pozuelo de Alarcón        | Miguel Ángel Puerta                                     | Felipe Helman                            | Valle de las Cañas            | 500       | Kappa              |
| Silicius Alcobendas Rugby     | Alcobendas                | Javier Garrido                                          | Diego de Minteguiaga                     | Las Terrazas                  | 2000      | Kappa              |
| U. E. Santboiana              | San Baudilio de Llobregat | Sergi Guerrero                                          | Juan Pablo Socino                        | Baldiri Aleu                  | 3500      | Kappa              |
| F. C. Barcelona Rugby         | Barcelona                 | Santiago Monteagudo                                     | Rochedi Mirabet                          | La Teixonera                  | 500       | Nike               |
| C. R. Huesitos La Vila        | Villajoyosa               | Hernan Diego Quirelli                                   | Gastón Demergasso                        | Campo de rugby El Pantano     | 1550      | Macron             |
| Fibra Valencia Les Abelles    | Valencia                  | Guillermo Ahuir                                         | Matías Vila Lucas Martín Bautista Güemes | Polideportivo Quatre Carreres | 500       | Kāuri Sport        |
| AMPO Ordizia R. E.            | Villafranca de Ordizia    | Federico Gallo                                          | Alain Araña                              | Estadio Municipal de Altamira | 1000      | Kāuri Sport        |
| Real Ciencias La Carloteña    | Sevilla                   | Jesús Romero Manuel Sobrino Alejandro Ortega (interino) | Michael Hogg                             | I. D. La Cartuja              | 3000      | Kāuri Sport        |

## Clasificación

### Primera fase
|                                                                     | Equipo                        | Puntos | J  | G  | E | P  | PF  | PC  | DP   | EF | EC | DE  | BO | BD |
| ------------------------------------------------------------------- | ----------------------------- | ------ | -- | -- | - | -- | --- | --- | ---- | -- | -- | --- | -- | -- |
| 1                                                                   | VRAC Quesos Entrepinares      | 48     | 11 | 10 | 0 | 1  | 373 | 153 | 220  | 54 | 18 | 36  | 7  | 1  |
| 2                                                                   | INEXO El Salvador             | 43     | 11 | 9  | 0 | 2  | 250 | 197 | 53   | 28 | 23 | 5   | 2  | 1  |
| 3                                                                   | Recoletas Burgos - Caja Rural | 39     | 11 | 8  | 0 | 3  | 276 | 217 | 159  | 54 | 24 | 30  | 4  | 3  |
| 4                                                                   | Silicius Alcobendas Rugby     | 38     | 11 | 8  | 0 | 3  | 245 | 108 | 137  | 43 | 14 | 3   | 3  | 3  |
| 5                                                                   | U. E. Santboiana              | 33     | 11 | 7  | 0 | 4  | 320 | 272 | 48   | 45 | 35 | 10  | 3  | 0  |
| 6                                                                   | Real Ciencias La Carloteña    | 27     | 11 | 5  | 0 | 6  | 276 | 313 | -37  | 38 | 31 | 7   | 3  | 2  |
| 7                                                                   | C. R. Complutense Cisneros    | 22     | 11 | 4  | 0 | 7  | 291 | 295 | -4   | 38 | 41 | -3  | 2  | 4  |
| 8                                                                   | F. C. Barcelona Rugby         | 18     | 11 | 4  | 0 | 7  | 308 | 308 | 0    | 27 | 29 | -14 | 0  | 2  |
| 9                                                                   | C. R. Huesitos La Vila        | 18     | 11 | 3  | 0 | 8  | 276 | 318 | -42  | 38 | 42 | -4  | 0  | 2  |
| 10                                                                  | AMPO Ordizia R. E.            | 15     | 11 | 3  | 0 | 8  | 254 | 357 | -103 | 25 | 46 | -19 | 0  | 3  |
| 11                                                                  | Pozuelo Rugby Unión           | 11     | 11 | 2  | 0 | 9  | 245 | 423 | -178 | 32 | 62 | -30 | 0  | 2  |
| 12                                                                  | Fibra Valencia Les Abelles    | 6      | 11 | 1  | 0 | 10 | 210 | 441 | -231 | 25 | 40 | -15 | 0  | 0  |
| Fuente: Real Federación Española de Rugby; actualización automática |                               |        |    |    |   |    |     |     |      |    |    |     |    |    |

### Segunda fase

#### Grupo A
|                                                                     | Equipo                        | Puntos | J  | G  | E | P | PF  | PC  | DP  | EF | EC | DE | BO | BD |
| ------------------------------------------------------------------- | ----------------------------- | ------ | -- | -- | - | - | --- | --- | --- | -- | -- | -- | -- | -- |
| 1                                                                   | VRAC Quesos Entrepinares      | 68     | 16 | 14 | 0 | 2 | 535 | 235 | 300 | 78 | 28 | 50 | 10 | 2  |
| 2                                                                   | Recoletas Burgos - Caja Rural | 56     | 16 | 12 | 0 | 4 | 497 | 299 | 198 | 69 | 34 | 35 | 5  | 3  |
| 3                                                                   | Silicius Alcobendas Rugby     | 53     | 16 | 11 | 0 | 5 | 457 | 333 | 124 | 59 | 42 | 17 | 5  | 4  |
| 4                                                                   | INEXO El Salvador             | 52     | 16 | 12 | 0 | 4 | 328 | 310 | 18  | 37 | 36 | 1  | 3  | 1  |
| 5                                                                   | U. E. Santboiana              | 39     | 16 | 8  | 0 | 8 | 439 | 434 | 5   | 58 | 56 | 2  | 3  | 4  |
| 6                                                                   | Real Ciencias La Carloteña    | 33     | 16 | 6  | 1 | 9 | 429 | 449 | -20 | 52 | 55 | -3 | 2  | 5  |
| Fuente: Real Federación Española de Rugby; actualización automática |                               |        |    |    |   |   |     |     |     |    |    |    |    |    |

#### Grupo B
|                                                                     | Equipo                     | Puntos | J  | G | E | P  | PF  | PC  | DP   | EF | EC  | DE  | BO | BD |
| ------------------------------------------------------------------- | -------------------------- | ------ | -- | - | - | -- | --- | --- | ---- | -- | --- | --- | -- | -- |
| 1                                                                   | C. R. Complutense Cisneros | 41     | 16 | 8 | 0 | 8  | 496 | 415 | 81   | 68 | 58  | 10  | 4  | 5  |
| 2                                                                   | F. C. Barcelona Rugby      | 35     | 16 | 8 | 0 | 8  | 411 | 449 | -38  | 51 | 61  | -10 | 1  | 2  |
| 3                                                                   | AMPO Ordizia R. E.         | 32     | 16 | 7 | 0 | 9  | 429 | 449 | -20  | 53 | 57  | -4  | 1  | 4  |
| 4                                                                   | C. R. Huesitos La Vila     | 24     | 16 | 4 | 1 | 11 | 439 | 462 | -23  | 61 | 62  | -1  | 1  | 5  |
| 5                                                                   | Pozuelo Rugby Unión        | 17     | 16 | 3 | 0 | 13 | 358 | 570 | -212 | 47 | 83  | -36 | 1  | 4  |
| 6                                                                   | Fibra Valencia Les Abelles | 10     | 16 | 2 | 0 | 14 | 310 | 723 | -413 | 42 | 103 | -61 | 0  | 2  |
| Fuente: Real Federación Española de Rugby; actualización automática |                            |        |    |   |   |    |     |     |      |    |     |     |    |    |

## Fase final

### Cuartos de final
| División de Honor de España; 3 de mayo de 2025 | VRAC Quesos Entrepinares | 57 - 17 | F. C. Barcelona Rugby | Campos de Pepe Rojo, Valladolid  |  |
|                                                |                          |         |                       | Árbitro(s): Ignacio Muñoz Martín |  |

| División de Honor de España; 4 de mayo de 2025 | INEXO El Salvador | 20 - 18 | U. E. Santboiana | Campos de Pepe Rojo, Valladolid |  |
|                                                |                   |         |                  | Árbitro(s): Alfonso Mirat       |  |

| División de Honor de España; 4 de mayo de 2025 | Recoletas Burgos - Caja Rural | 24 - 25 | C. R. Complutense Cisneros | C. D. San Amaro, Burgos          |  |
|                                                |                               |         |                            | Árbitro(s): David Joaquín Castro |  |

| División de Honor de España; 4 de mayo de 2025 | Silicius Alcobendas Rugby | 53 - 19 | Real Ciencias La Carloteña | Las Terrazas, Alcobendas               |  |
|                                                |                           |         |                            | Árbitro(s): Iñigo Erasmo Atorrasagasti |  |

### Semifinales
| División de Honor de España; 11 de mayo de 2025 | VRAC Quesos Entrepinares | 20 - 24 | INEXO El Salvador | Campos de Pepe Rojo, Valladolid  |  |
|                                                 |                          |         |                   | Árbitro(s): Ignacio Muñoz Martín |  |

| División de Honor de España; 11 de mayo de 2025 | Silicius Alcobendas Rugby | 7 - 12 | C. R. Complutense Cisneros | Las Terrazas, Alcobendas        |  |
|                                                 |                           |        |                            | Árbitro(s): Luis Fernández Díaz |  |

### Final
| División de Honor de España; 1 de junio de 2025 | INEXO El Salvador | 14 - 11 | C. R. Complutense Cisneros | Campos de Pepe Rojo, Valladolid |  |
|                                                 |                   |         |                            | Árbitro(s): Eki Fanlo Antzin    |  |

|  | Cuartos de final              | Cuartos de final    |                            |                            | Semifinales        | Semifinales        |  |                   | Final              | Final              |  |
|  | 3/4 de mayo de 2025           | 3/4 de mayo de 2025 |                            |                            | 11 de mayo de 2025 | 11 de mayo de 2025 |  |                   | 1 de junio de 2025 | 1 de junio de 2025 |  |
|  |                               |                     |                            |                            |                    |                    |  |                   |                    |                    |  |
|  |                               |                     |                            |                            |                    |                    |  |                   |                    |                    |  |
|  | VRAC Quesos Entrepinares      | 57                  |                            |                            |                    |                    |  |                   |                    |                    |  |
|  | VRAC Quesos Entrepinares      | 57                  |                            |                            |                    |                    |  |                   |                    |                    |  |
|  | F. C. Barcelona Rugby         | 17                  |                            |                            |                    |                    |  |                   |                    |                    |  |
|  | F. C. Barcelona Rugby         | 17                  |                            | VRAC Quesos Entrepinares   | 20                 |                    |  |                   |                    |                    |  |
|  |                               |                     |                            | VRAC Quesos Entrepinares   | 20                 |                    |  |                   |                    |                    |  |
|  |                               |                     | INEXO El Salvador          | 24                         |                    |                    |  |                   |                    |                    |  |
|  | INEXO El Salvador             | 20                  | INEXO El Salvador          | 24                         |                    |                    |  |                   |                    |                    |  |
|  | INEXO El Salvador             | 20                  |                            |                            |                    |                    |  |                   |                    |                    |  |
|  | U. E. Santboiana              | 18                  |                            |                            |                    |                    |  |                   |                    |                    |  |
|  | U. E. Santboiana              | 18                  |                            |                            |                    |                    |  | INEXO El Salvador | 14                 |                    |  |
|  |                               |                     |                            |                            |                    |                    |  | INEXO El Salvador | 14                 |                    |  |
|  |                               |                     | C. R. Complutense Cisneros | 11                         |                    |                    |  |                   |                    |                    |  |
|  | Recoletas Burgos - Caja Rural | 24                  | C. R. Complutense Cisneros | 11                         |                    |                    |  |                   |                    |                    |  |
|  | Recoletas Burgos - Caja Rural | 24                  |                            |                            |                    |                    |  |                   |                    |                    |  |
|  | C. R. Complutense Cisneros    | 25                  |                            |                            |                    |                    |  |                   |                    |                    |  |
|  | C. R. Complutense Cisneros    | 25                  |                            | C. R. Complutense Cisneros | 12                 |                    |  |                   |                    |                    |  |
|  |                               |                     |                            | C. R. Complutense Cisneros | 12                 |                    |  |                   |                    |                    |  |
|  |                               |                     | Silicius Alcobendas Rugby  | 7                          |                    |                    |  |                   |                    |                    |  |
|  | Silicius Alcobendas Rugby     | 53                  | Silicius Alcobendas Rugby  | 7                          |                    |                    |  |                   |                    |                    |  |
|  | Silicius Alcobendas Rugby     | 53                  |                            |                            |                    |                    |  |                   |                    |                    |  |
|  | Real Ciencias La Carloteña    | 19                  |                            |                            |                    |                    |  |                   |                    |                    |  |
|  | Real Ciencias La Carloteña    | 19                  |                            |                            |                    |                    |  |                   |                    |                    |  |
|  |                               |                     |                            |                            |                    |                    |  |                   |                    |                    |  |

## Estadísticas

### Máximos anotadores (ensayos)
Actualizado: Jornada 12
| Pos | Nombre         | Ensayos | Equipo                   |
| --- | -------------- | ------- | ------------------------ |
| 1   | Felipe Alegría | 12      | F. C. Barcelona Rugby    |
| 2   | Jordi Jorba    | 10      | U. E. Santboiana         |
| 3   | Pablo Mateos   | 9       | VRAC Quesos Entrepinares |

### Máximos anotadores (puntos)
Actualizado: Jornada 12
| Pos | Nombre               | Puntos | Equipo                    |
| --- | -------------------- | ------ | ------------------------- |
| 1   | Agustín Cittadini    | 105    | Silicius Alcobendas Rugby |
| 2   | Santiago Ortega      | 100    | Inexo El Salvador         |
| 3   | Matías Daniel Jabase | 89     | AMPO Ordizia R. E.        |